# Liste der Baudenkmäler in Heigenbrücken
Auf dieser Seite sind die Baudenkmäler in der unterfränkischen Gemeinde Heigenbrücken zusammengestellt. Diese Tabelle ist eine Teilliste der Liste der Baudenkmäler in Bayern. Grundlage ist die Bayerische Denkmalliste, die auf Basis des Bayerischen Denkmalschutzgesetzes vom 1. Oktober 1973 erstmals erstellt wurde und seither durch das Bayerische Landesamt für Denkmalpflege geführt wird. Die folgenden Angaben ersetzen nicht die rechtsverbindliche Auskunft der Denkmalschutzbehörde.

## Baudenkmäler nach Gemeindeteilen

### Heigenbrücken
| Lage                                                                         | Objekt                                                  | Beschreibung | Akten-Nr.                       | Bild                                                    |
| ---------------------------------------------------------------------------- | ------------------------------------------------------- | --- | ------------------------------- | ------------------------------------------------------- |
| Am Alten Bahnhof 1 (Standort)                                                | Bahnhof                                                 | Backstein mit Rotsandsteingliederung, um 1857 von Gottfried von Neureuther | D-6-71-126-2 Wikidata           | weitere Bilder                                          |
| Am Mühlacker 25 (Standort)                                                   | Ehemals Forsthaus                                       | zweigeschossiger villenartiger Sandsteinquaderbau mit Treppengiebel,Turm und Terrasse, historistisch, 1896 | D-6-71-126-1 Wikidata           | Ehemals Forsthaus                                       |
| Am Mühlacker 25 a (Standort)                                                 | Nebengebäude                                            | | D-6-71-126-1 zugehörig Wikidata | BW                                                      |
| Dorfstraße 5 (Standort)                                                      | Katholische Pfarrkirche St. Wendelin                    | Unverputzte Saalkirche mit kreuzförmigem Querhaus, Westturm und tonnengewölbtem Chor sowie Eckquaderung, Sandsteinquadermauerwerk, 1892/93, Querhaus 1935, westliche Anbauten und Umgestaltungen 1972 und 1998 | D-6-71-126-3 Wikidata           | Katholische Pfarrkirche St. Wendelin                    |
| Jägerstraße 5 (Standort)                                                     | Wohnhaus                                                | Zweigeschossiger giebelständiger Satteldachbau mit Fachwerkobergeschoss und Außentreppe, um 1800, An- und Umbauten 2. H. 20. Jh.                                                                               | D-6-71-126-5                    | Wohnhaus                                                |
| Lindenallee 31 (Standort)                                                    | Forstamt                                                | Zweigeschossiger Walmdachbau mit Zwerchhäusern und Balkon über Außentreppe, Fassadengliederung durch Gesimse, Lisenen und Eckquaderungen, Sandsteinquadermauerwerk, Westseite modern verschindelt, um 1850     | D-6-71-126-6 Wikidata           | Forstamt                                                |
| Aschenweg ()                                                                 | Holzbildstock                                           | nicht nachqualifiziert, im Bayerischen Denkmal-Atlas nicht kartiert | D-6-71-126-10 Wikidata          |                                                         |
| Büttenberg ()                                                                | Holzbildstock                                           | nicht nachqualifiziert, im Bayerischen Denkmal-Atlas nicht kartiert | D-6-71-126-8 Wikidata           |                                                         |
| Geubelstor, Waldabt. "Fegholz" (Standort)                                    | Holzbildstock                                           | | D-0-00-000-50                   | BW                                                      |
| Kurzenrainbuch ()                                                            | Holzbildstock                                           | nicht nachqualifiziert, im Bayerischen Denkmal-Atlas nicht kartiert | D-6-71-126-11 Wikidata          |                                                         |
| Lindenast; ehemalige Bahnstrecke Würzburg Hbf – Aschaffenburg Hbf (Standort) | Schwarzkopftunnel, Eisenbahntunnel der Ludwigs-Westbahn | 950 m lang, Portale bezeichnet mit "1853" und "1854"; 2017 außer Betrieb gesetzt und zugeschüttet (teilweise im Gebiet der Gemeinde Laufach und im gemeindefreien Gebiet Forst Hain im Spessart)               | D-6-71-126-22 Wikidata          | Schwarzkopftunnel, Eisenbahntunnel der Ludwigs-Westbahn |
| Rührain ()                                                                   | Holzbildstock                                           | nicht nachqualifiziert, im Bayerischen Denkmal-Atlas nicht kartiert | D-6-71-126-9 Wikidata           |                                                         |

### Jakobsthal
| Lage                                        | Objekt                             | Beschreibung | Akten-Nr.              | Bild           |
| ------------------------------------------- | ---------------------------------- | --- | ---------------------- | -------------- |
| Engländerstraße 30, Im Gründchen (Standort) |                                    | Erneuerter polygonaler Pfeiler mit vierseitigem Bildnischenaufsatz mit einer Pietà und Kreuzbekrönung, Sandstein, 17./18., Jh. | D-6-71-126-18 Wikidata |                |
| Kirchstraße 1 (Standort)                    | Wohnstallhaus                      | Eingeschossiges giebelständiges Fachwerkgebäude mit Satteldach und Zwerchhaus auf hohem Kellersockel, 1840                     | D-6-71-126-12 Wikidata | Wohnstallhaus  |
| Kirchstraße 4 (Standort)                    | Fachwerkhaus                       | 19. Jahrhundert | D-6-71-126-13          | BW             |
| Kirchstraße 7 (Standort)                    | Wohnhaus                           | Eingeschossiges giebelständiges verputztes Fachwerkgebäude mit Satteldach auf Kellersockel, 19. Jh.                            | D-6-71-126-14          | BW             |
| Kirchstraße 8 (Standort)                    | Katholische Filialkirche Herz Jesu | Unverputzter Saalbau mit polygonaler Apsis, Satteldach und kleinem Turm, 1880, mit Ausstattung                                 | D-6-71-126-15 Wikidata | weitere Bilder |
| Kirchstraße 11 (Standort)                   | Fachwerkhaus                       | 1808 | D-6-71-126-16 Wikidata | BW             |
| Mühlstraße 4 (Standort)                     | Wohnhaus                           | Eingeschossiges giebelständiges Fachwerkgebäude mit Satteldach und Schleppgaube auf hohem Kellersockel, um 1800                | D-6-71-126-17 Wikidata | Wohnhaus       |